# 中央人民政府新闻总署
中央人民政府新闻总署是中华人民共和国中央人民政府政务院的一个部门，根据1949年9月27日中国人民政治协商会议第一届全体会议通过的《中华人民共和国中央人民政府组织法》的规定，于1949年11月1日成立。

## 部门职权及历史
中央人民政府新闻总署是根据《中华人民共和国中央人民政府组织法》第十八条的规定设立的部门。新闻总署的工作接受政务院文化教育委员会的指导。
根据相关规定，中央人民政府新闻总署的主要任务和职责是：
1. 执行国家的新闻政策及有关新闻的法律、法令、施政方针；
2. 对所属的设、局、校，就主管的业务颁布决议和命令，并督促审查决议和命令的执行情况；
3. 就所属工作向中央人民政府政务院文化教育委员会提出议案；
4. 指导并协调所述单位的工作关系、机构设置、人事管理等工作；
5. 编订并审核本署及所属单位的财务预算、决算和经费管理。

1952年8月7日，中央人民政府第十七次会议根据中央人民政府政务院1951年12月7日政务院第一百一十四次政务会议通过的《关于调整机构紧缩编制的决定》（草案），通过决议，撤销中央人民政府新闻总署。
中央人民政府新闻总署撤消后，将新华通讯社、广播事业局划归政务院文化教育委员会直接领导；将原英语广播的工作并入新华通讯社；对外国记者的管理工作划归中央人民政府外交部情报司负责；对外宣传、出版等工作，由中央人民政府出版总署另设外文出版社负责办理；撤销新闻摄影局，将其负责的新闻摄影业务划交新华通讯社负责，画报工作并入中央人民政府出版总署下属的人民美术出版社；原新闻总署办公厅负责的报业管理工作并入中央人民政府出版总署，财务、人事等行政工作并入政务院文化教育委员会。

## 组织结构
根据具体工作需要，中央人民政府新闻总署的机关设置，只设有总署办公厅，集中领导全国性的新闻活动和管理直属单位的财务、人事情况。在办公厅下设有5个处，处下共设有18个科室。另外，中央人民政府新闻总署还有5个直属单位。
- 中央人民政府新闻总署
  - 办公厅
    - 新闻编辑业务处
    - 新闻经理业务处
    - 新闻行政处
    - 人事处
    - 秘书处

  - 直属单位
    - 新华通讯社
    - 广播事业局：与中央人民广播电台实行局台合一体制，局长兼总编辑，设总编辑室（含播音组）、政治广播编辑部、国际广播编辑部、少年儿童广播编辑部。
    - 国际新闻局：1952年7月改为外文出版社。设总编辑室（翻译部、《中国文学》编辑部、《人民中国》编辑部、《人民画报》编辑部、图书编辑部、资料室）、出版部、办公室。
    - 新闻摄影局：新闻摄影处、美术创作室、《人民画报》编辑室。
    - 北京新闻学校：没有专职教职员，招生3期，270余人毕业，1950年停办。

## 历任署长
- 胡乔木（1949年11月-1952年8月）